# Sh! The Octopus
Sh! The Octopus é um filme de comédia e mistério americano de 1937 produzido pela Warner Bros., dirigido por William McGann e estrelado por Hugh Herbert, Allen Jenkins e Marcia Ralston. Embora os atores contratados Herbert e Jenkins aparecessem frequentemente no mesmo filme, este é o único filme que os apresenta como uma equipe real.
As qualidades excêntricas do filme tornaram-no um favorito cult, enquanto a revelação e transformação do vilão usando técnicas de filmagem pré-CGI ganharam notoriedade nas redes sociais.

## Enredo
Dois detetives desajeitados estão em busca de um mestre do crime, O Polvo. Eles se encontram dentro de um farol assombrado cheio de personagens suspeitos, incluindo o personagem titular, que parece ser um polvo de verdade.

## Elenco
- Hugh Herbert como Kelly
- Allen Jenkins como Dempsey
- Marcia Ralston como Vesta Vernoff
- John Eldredge como Paul Morgan
- George Rosener como Capitão Gancho
- Margaret Irving como Polly Crane
- Elspeth Dudgeon como Babá
- Lew Harvey como conspirador sinistro
- Frank Hagney como conspirador sinistro
- Ed Biby como conspirador sinistro
- Molly Doyle como enfermeira
- Jack Jorgensen como conspirador sinistro

## Outras mídias
Em 2010, o filme foi lançado pela Warner Archive como parte da coleção de DVD-R de seis filmes da Warner Bros.
Também vai ao ar ocasionalmente na Turner Classic Movies.